# Canale 1 (Iran)
Canale 1 (in persiano شبکه ۱ سیمای جمهوری اسلامی ایران‎) è il primo canale televisivo dell'IRIB, il servizio pubblico radiotelevisivo iraniano. Nato nel 1966, è il canale televisivo più seguito in Iran. Trasmette film, talk show, programmi per bambini, e notiziari.